# Reesen
Reesen este o comună în Saxonia-Anhalt, Germania